# Lijst van rijksmonumenten in Den Haag/Prinsegracht
Een overzicht van de 53 rijksmonumenten in de stad Den Haag gelegen aan of bij de Prinsegracht.
| Object | Oorspronkelijke functie? | Bouwjaar                      | Architect     | Locatie          | Coördinaten?                 | Nr.?   | Afbeelding                                                                                     |
| --- | ------------------------ | ----------------------------- | ------------- | ---------------- | ---------------------------- | ------ | ---------------------------------------------------------------------------------------------- |
| Boterwaag | Handel en kantoor        | 1650-81                       | B. van Bassen | Prinsegracht 1   | 52° 4' 32" NB, 4° 18' 31" OL | 17891  | Meer afbeeldingen                                                                              |
| Pand met verdieping en zadeldak. Inwendig kelder met graatgewelven. Trap met balusterleuning 18e eeuw; deuren uit de bouwtijd. Rijke gevel, derde kwart 19e eeuw in eclectische, aan de renaissance, het Lodewijk XVI en het Empire ontleende vormen | Appartementengebouw      | 17e eeuw                      |               | Prinsegracht 5   | 52° 4' 32" NB, 4° 18' 30" OL | 17892  | Meer afbeeldingen                                                                              |
| Huis van Dedel | Handel en kantoor        | ca. 1650                      |               | Prinsegracht 15  | 52° 4' 31" NB, 4° 18' 28" OL | 17893  | Meer afbeeldingen                                                                              |
| Pand met pilastergevel | Woonhuis                 | tweede helft 17e eeuw         |               | Prinsegracht 19  | 52° 4' 30" NB, 4° 18' 27" OL | 17894  | Meer afbeeldingen                                                                              |
| Pand met bakstenen gevel op hardstenen plintstoep en versierde ingangspartij | Woonhuis                 | ca. 1650                      |               | Prinsegracht 21  | 52° 4' 30" NB, 4° 18' 26" OL | 17895  | Meer afbeeldingen                                                                              |
| Pand met eenvoudige Lodewijk XIV gevel met geprofileerde dakkapel | Woonhuis                 |                               |               | Prinsegracht 23  | 52° 4' 30" NB, 4° 18' 26" OL | 17896  | Meer afbeeldingen                                                                              |
| [Het Koorenhuis | Handel en kantoor        | 1662                          |               | Prinsegracht 25  | 52° 4' 29" NB, 4° 18' 23" OL | 17897  | Meer afbeeldingen                                                                              |
| Pand met eenvoudige gevel | Woonhuis                 | eind 18e eeuw                 |               | Prinsegracht 31  | 52° 4' 28" NB, 4° 18' 21" OL | 17898  | Meer afbeeldingen                                                                              |
| Pand met Lodewijk XIV gevel, ingangspartij met pilasteromlijsting | Woonhuis                 |                               |               | Prinsegracht 33  | 52° 4' 28" NB, 4° 18' 21" OL | 17899  | Meer afbeeldingen                                                                              |
| Pand met gevel | Woonhuis                 | eerste helft 19e eeuw         |               | Prinsegracht 39  | 52° 4' 28" NB, 4° 18' 20" OL | 17900  | Meer afbeeldingen                                                                              |
| Pand met gevel | Woonhuis                 | eerste helft 19e eeuw         |               | Prinsegracht 41  | 52° 4' 28" NB, 4° 18' 20" OL | 17901  | Meer afbeeldingen                                                                              |
| Pand met Lodewijk XIV gevel met kroonlijst op gesneden consoles | Woonhuis                 |                               |               | Prinsegracht 43  | 52° 4' 28" NB, 4° 18' 19" OL | 17902  | Meer afbeeldingen                                                                              |
| De drie kastelen | Woonhuis                 | vroeg 18e eeuw                |               | Prinsegracht 49  | 52° 4' 27" NB, 4° 18' 17" OL | 17903  | De drie kastelen                                                                               |
| De drie kastelen | Woonhuis                 | vroeg 18e eeuw                |               | Prinsegracht 51  | 52° 4' 27" NB, 4° 18' 16" OL | 17904  | De drie kastelen                                                                               |
| Pand met gevel | Woonhuis                 | vroeg 18e eeuw (gevel)        |               | Prinsegracht 53  | 52° 4' 27" NB, 4° 18' 16" OL | 17905  | Pand met gevel                                                                                 |
| Pand met Lodewijk XIV gevel met kroonlijst op gesneden consoles | Woonhuis                 |                               |               | Prinsegracht 57  | 52° 4' 26" NB, 4° 18' 15" OL | 17906  | Meer afbeeldingen                                                                              |
| Pand met gevel | Woonhuis                 | eerste helft 19e eeuw         |               | Prinsegracht 59  | 52° 4' 26" NB, 4° 18' 15" OL | 17907  | Pand met gevel                                                                                 |
| Pand met gevel met versierde deuromlijsting | Woonhuis                 | eerste helft 19e eeuw         |               | Prinsegracht 61  | 52° 4' 26" NB, 4° 18' 15" OL | 17908  | Meer afbeeldingen                                                                              |
| Pand met gevel met kroonlijst op gesneden consoles | Woonhuis                 | =tweede kwart 19e eeuw        |               | Prinsegracht 63  | 52° 4' 26" NB, 4° 18' 14" OL | 17909  | Meer afbeeldingen                                                                              |
| Pand met Lodewijk XIV gevel met versierde middentravee op hardstenen plint - hardstenen stoep | Handel en kantoor        |                               |               | Prinsegracht 65  | 52° 4' 26" NB, 4° 18' 14" OL | 17910  | Meer afbeeldingen                                                                              |
| Pand met neoclassicistische gevel, deur met pilasteromlijsting | Woonhuis                 | =tweede kwart 19e eeuw        |               | Prinsegracht 67  | 52° 4' 26" NB, 4° 18' 13" OL | 17911  | Pand met neoclassicistische gevel, deur met pilasteromlijsting                                 |
| De Drie Stoepen: pand met Lodewijk XIV gevel met versierde middenpartij, kroonlijst op gesneden consoles, hardstenen plint, stoep met Lodewijk XIV hek                                                                                               | Woonhuis                 |                               |               | Prinsegracht 69  | 52° 4' 26" NB, 4° 18' 12" OL | 17912  | Meer afbeeldingen                                                                              |
| De Drie Stoepen: pand met Lodewijk XIV gevel met zeer rijk versierde middenrisaliet op hardstenen plint, hardstenen stoep, belangrijke interieurs in Lodewijk XIV en Lodewijk XVI-stijl                                                              | Woonhuis                 |                               |               | Prinsegracht 71  | 52° 4' 25" NB, 4° 18' 12" OL | 17913  | Meer afbeeldingen                                                                              |
| De Drie Stoepen: pand met Lodewijk XIV gevel met kroonlijst op gesneden consoles, Lodewijk XVI ingangspartij, hardstenen plint, hardstenen stoep - zeer belangrijke interieurs in Lodewijk XVI-stijl                                                 | Woonhuis                 |                               |               | Prinsegracht 73  | 52° 4' 25" NB, 4° 18' 12" OL | 17914  | Meer afbeeldingen                                                                              |
| Pand met Lodewijk XIV gevel met kroonlijst op gesneden consoles | Woonhuis                 |                               |               | Prinsegracht 79  | 52° 4' 24" NB, 4° 18' 10" OL | 17915  | Pand met Lodewijk XIV gevel met kroonlijst op gesneden consoles                                |
| Pand met Lodewijk XIV gevel met kroonlijst op gesneden consoles | Woonhuis                 |                               |               | Prinsegracht 79  | 52° 4' 24" NB, 4° 18' 10" OL | 17916  | Pand met Lodewijk XIV gevel met kroonlijst op gesneden consoles                                |
| Pand met Lodewijk XIV gevel met rechte kroonlijst | Gebouw                   |                               |               | Prinsegracht 271 | 52° 4' 22" NB, 4° 18' 3" OL  | 17920  | Pand met Lodewijk XIV gevel met rechte kroonlijst                                              |
| Pand met eenvoudige Lodewijk XIV gevel met rechte kroonlijst en versierde middenpartij | Gebouw                   |                               |               | Prinsegracht 279 | 52° 4' 22" NB, 4° 18' 2" OL  | 17921  | Meer afbeeldingen                                                                              |
| Pand met eenvoudige Lodewijk XVI gevel met rechte kroonlijst | Gebouw                   | eerste helft 19e eeuw (gevel) |               | Prinsegracht 285 | 52° 4' 22" NB, 4° 18' 2" OL  | 17922  | Meer afbeeldingen                                                                              |
| Pand met eenvoudige Lodewijk XIV gevel met rechte kroonlijst | Gebouw                   |                               |               | Prinsegracht 289 | 52° 4' 22" NB, 4° 18' 3" OL  | 17919  | Pand met eenvoudige Lodewijk XIV gevel met rechte kroonlijst                                   |
| Pand met gevel, onderpui ingrijpend gewijzigd | Woonhuis                 | 18e eeuw (gevel)              |               | Prinsegracht 2   | 52° 4' 30" NB, 4° 18' 30" OL | 17923  | Meer afbeeldingen                                                                              |
| Pand met gevel op hardstenen plint, hardstenen stoep-toepassing van drie pilasterorden boven elkaar - middenpartij met drie traveeën gedekt door een driehoekig fronton met wapenschilden                                                            | Woonhuis                 | ca. 1650                      |               | Prinsegracht 4   | 52° 4' 30" NB, 4° 18' 30" OL | 17924  | Meer afbeeldingen                                                                              |
| Lodewijk XIV gevel met hardstenen stoep en sober versierde ingangspartij - belangrijke interieurs in Lodewijk XIV-stijl; voormalig Museum Bredius | Woonhuis                 |                               |               | Prinsegracht 6   | 52° 4' 30" NB, 4° 18' 30" OL | 17925  | Meer afbeeldingen                                                                              |
| Pand met gevel met rechte kroonlijst en hardstenen stoep | Woonhuis                 | 19e eeuw (gevel)              |               | Prinsegracht 8   | 52° 4' 29" NB, 4° 18' 29" OL | 17926  | Meer afbeeldingen                                                                              |
| 't Paard van Troje | Woonhuis                 | 18e eeuw (gevel)              |               | Prinsegracht 10  | 52° 4' 29" NB, 4° 18' 28" OL | 17927  | Meer afbeeldingen                                                                              |
| 't Paard van Troje | Woonhuis                 | tweede helft 18e eeuw         |               | Prinsegracht 12  | 52° 4' 29" NB, 4° 18' 28" OL | 17928  | Meer afbeeldingen                                                                              |
| Hoekpand met rechte kroonlijst op hardstenen plint en dito stoep | Woonhuis                 | eerste helft 18e eeuw         |               | Prinsegracht 14  | 52° 4' 29" NB, 4° 18' 27" OL | 17929  | Meer afbeeldingen                                                                              |
| Pand met tweeling gevel met nr. 18 op hardstenen plint met dito stoep, versierde ingangstravee, kroonlijst op gesneden consoles, alles in Lodewijk XIV-stijl                                                                                         | Woonhuis                 |                               |               | Prinsegracht 16  | 52° 4' 28" NB, 4° 18' 26" OL | 17930  | Meer afbeeldingen                                                                              |
| Pand met tweeling gevel met nr. 16 op hardstenen plint met dito stoep, versierde ingangstravee, kroonlijst op gesneden consoles, alles in Lodewijk XIV-stijl                                                                                         | Appartementengebouw      |                               |               | Prinsegracht 18  | 52° 4' 28" NB, 4° 18' 25" OL | 17931  | Meer afbeeldingen                                                                              |
| Pand met Lodewijk XIV gevel met kroonlijst op gesneden consoles | Gebouw                   |                               |               | Prinsegracht 26  | 52° 4' 28" NB, 4° 18' 24" OL | 17933  | Meer afbeeldingen                                                                              |
| Pand met eenvoudige gevel met opschrift 1708, deuromlijsting met pilasters | Appartementengebouw      | 1708                          |               | Prinsegracht 28  | 52° 4' 28" NB, 4° 18' 24" OL | 17934  | Pand met eenvoudige gevel met opschrift 1708, deuromlijsting met pilasters                     |
| Pand met Lodewijk XIV gevel met kroonlijst op gesneden consoles, onderpui ingrijpend gewijzigd | Gebouw                   |                               |               | Prinsegracht 30  | 52° 4' 28" NB, 4° 18' 24" OL | 17935  | Pand met Lodewijk XIV gevel met kroonlijst op gesneden consoles, onderpui ingrijpend gewijzigd |
| Pand met Lodewijk XVI gevel met middenrisaliet en hoekstenen | Werk-woonhuis            | 1786-95 (gevelsteen)          |               | Prinsegracht 32  | 52° 4' 28" NB, 4° 18' 23" OL | 17936  | Meer afbeeldingen                                                                              |
| Pand met 18e-eeuwse gevel met rechte kroonlijst, ingang met pilasterstelling | Woonhuis                 | 18e eeuw (gevel)              |               | Prinsegracht 36  | 52° 4' 27" NB, 4° 18' 22" OL | 17937  | Pand met 18e-eeuwse gevel met rechte kroonlijst, ingang met pilasterstelling                   |
| Pand met Lodewijk XIV gevel met deuromlijsting en kroonlijst op gesneden consoles | Gebouw                   |                               |               | Prinsegracht 38  | 52° 4' 27" NB, 4° 18' 22" OL | 17938  | Pand met Lodewijk XIV gevel met deuromlijsting en kroonlijst op gesneden consoles              |
| Pand met eenvoudige 18e-eeuwse gevel met deuromlijsting en rechte kroonlijst | Woonhuis                 | 18e eeuw (gevel)              |               | Prinsegracht 40  | 52° 4' 27" NB, 4° 18' 22" OL | 17939  | Pand met eenvoudige 18e-eeuwse gevel met deuromlijsting en rechte kroonlijst                   |
| Magazijn Hollandia | Opslag                   | 1908                          | A.W. Meyneken | Prinsegracht 42  | 52° 4' 27" NB, 4° 18' 21" OL | 459774 | Meer afbeeldingen                                                                              |
| Pand met Lodewijk XIV gevel met deuromlijsting en kroonlijst op gesneden consoles | Woonhuis                 |                               |               | Prinsegracht 62  | 52° 4' 25" NB, 4° 18' 16" OL | 17940  | Pand met Lodewijk XIV gevel met deuromlijsting en kroonlijst op gesneden consoles              |
| Pand met gevel met deuromlijsting en rechte kroonlijst | Woonhuis                 | 18e eeuw (gevel)              |               | Prinsegracht 80A | 52° 4' 24" NB, 4° 18' 12" OL | 17941  | Meer afbeeldingen                                                                              |
| Pand met gevel, deuromlijsting en rechte kroonlijst | Woonhuis                 | 18e eeuw (gevel)              |               | Prinsegracht 82  | 52° 4' 24" NB, 4° 18' 12" OL | 17942  | Pand met gevel, deuromlijsting en rechte kroonlijst                                            |
| Pand met midden-18e-eeuwse gevel met kroonlijst op gesneden consoles, vroeg-19e-eeuwse deuromlijsting | Woonhuis                 | 18e/19e eeuw                  |               | Prinsegracht 84  | 52° 4' 24" NB, 4° 18' 12" OL | 17943  | Meer afbeeldingen                                                                              |
| Pand met Lodewijk XIV gevel met kroonlijst op gesneden consoles en deuromlijsting | Woonhuis                 |                               |               | Prinsegracht 172 | 52° 4' 21" NB, 4° 18' 5" OL  | 17944  | Meer afbeeldingen                                                                              |
| Pand met eenvoudige Lodewijk XIV gevel met doorbroken kroonlijst | Woonhuis                 |                               |               | Prinsegracht 174 | 52° 4' 21" NB, 4° 18' 5" OL  | 17945  | Meer afbeeldingen                                                                              |
| Pand met Lodewijk XIV gevel met kroonlijst op gesneden consoles en deuromlijsting | Woonhuis                 |                               |               | Prinsegracht 176 | 52° 4' 21" NB, 4° 18' 4" OL  | 17946  | Pand met Lodewijk XIV gevel met kroonlijst op gesneden consoles en deuromlijsting              |